# Festuca reptans
Festuca reptans är en gräsart som beskrevs av Jean Jacques Vetter. Festuca reptans ingår i släktet svinglar, och familjen gräs. Inga underarter finns listade i Catalogue of Life.